# ホームズ紀要
『ホームズ紀要』（ホームズきよう）は、日本シャーロック・ホームズ・クラブの関連団体の紀要委員会が発行するシャーロキアンの論文集である。日本シャーロックホームズクラブの関西支部（仏滅会）が中心となって運営している。
大学や研究所の発行する通常の紀要の形式を徹底的に真似ている。収録される研究は全て通常の学術論文の形式で書き、日本語以外の言語で記述した梗概が必須となっている。また英語で記述した目次を裏表紙に掲載している。
また本物の学術雑誌と同様に査読制度が取り入れられている。提出された論文をそれぞれの研究テーマに詳しいシャーロキアンに送って精査を受けさせ、査読者の指摘に応じた書き直しを論文執筆者に求める。
研究委員会は年2回の会合が催される。